# Гражданская война в Уганде
Гражданская война в Уганде (также известна как «Война в кустах», англ. Bush War) — вооружённый конфликт между правительством Уганды во главе с Милтоном Оботе (в июле 1985 был смещён генералом Тито Окелло) и антиправительственными повстанцами из «Национальной армии сопротивления» (НАС) в 1981—1986 годах. Завершился победой повстанческих сил и приходом к власти Йовери Мусевени.

## Предыстория
После свержения диктатора Иди Амина в результате Угандийско-танзанийской войны 1978—1979 годов власть в Уганде перешла к повстанцам Фронта национального освобождения Уганды (ФНОУ), поддержанных Танзанией в данном конфликте. Главой государства в апреле 1979 года стал руководитель фронта — Юсуф Луле. Бывший более учёным, чем политиком, Луле не представлял угрозы ни для одной из сторон, составлявших фронт. В качестве квази-парламента был создан Национальный консультативный совет (НКС). Члены НКС и Луле были представителями различных политических взглядов. Радикальные члены НКС критиковали Луле за консерватизм и авторитаризм. В июне 1979 года Луле был отстранён от занимаемой должности. Это решение было одобрено, а может и подготовлено лично президентом Танзании Ньерере, чьи войска до сих пор контролировали столицу страны Кампалу.
20 июня 1979 года НКС избрал Годфри Бинайса президентом. Ему удалось удержаться у власти дольше, чем Луле. Но ему не удалось установить политическую стабильность в стране и преодолеть хаос. Сторонники Милтона Оботе организовывают массовые беспорядки, в целях демонстрации неэффективности новой власти. 12 мая 1980 года Бинайса попытался отправить в отставку начальника генерального штаба вооружённых сил, однако этому воспротивилась военная комиссия фронта под руководством Пауло Муванга. Комиссия свергла Бинайсу, а Муванга на несколько дней стал главой государства. 22 мая была создана Президентская комиссия, которая должна была выполнять функции коллективного президента. Главой комиссии стал сам Муванга.
Парламентские выборы были назначены на 10 декабря 1980 года. Было принято решение провести выборы по партиям и не использовать Фронт национального освобождения в предвыборной гонке. В выборный процесс включили как старые партии, участвовавшие в предыдущих выборах 18 лет назад, так и новые. В число старых партий входили: «Народный конгресс Уганды» (во главе с Милтоном Оботе), Демократическая партия (во главе Юсуф Луле и Пол Семогерере) и «Консервативная партия». Одной из новых партий было «Патриотическое движение Уганды» (во главе с Йовери Мусевени и Годфри Бинайса).
Выборы 10 декабря проходили в сложной обстановке. Поступали сообщения о серьёзных нарушениях в выборном процессе. Некоторых кандидатов от Демократической партии задерживали и отстраняли от возможности участия в выборах. Победу на выборах, по собственному подсчёту, одержала Демократическая партия, получив 81 место из 126. Сторонники партии уже праздновали победу, но в это время контроль над избирательной комиссией взял Пауло Муванга, председатель Президентской комиссии. Он заявил, что любой, кто будет оспаривать официальные результаты, будет подвергнут наказанию. Через несколько часов Муванга объявил, что Угандийский национальный конгресс получил 72 места, Демократическая партия будет представлена 51 депутатом, а Патриотическое движение Мусевени получило лишь одно место.
По результатам выборов Милтон Оботе стал Президентом Уганды. Муванга стал вице-президентом и министром обороны. Оппозиционные силы, недовольные результатами выборов, «ушли в подполье», то есть начали вооружённую борьбу против нового режима.

## Ход войны

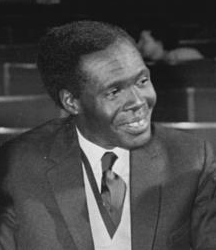
Милтон Оботе

Мусевени и его сторонники отправились на юго-запад страны и сформировали там Народную армию сопротивления. Впоследствии НАС объединилась с группой бывшего президента Луле — «Бойцами за свободу Уганды» (БСУ), — чтобы создать Национальную армию сопротивления (НАС) и её политическое крыло — Движение национального сопротивления (ДНС). Одновременно две другие группы повстанцев, Национальный фронт спасения Уганды (НФСУ) и бывшая Угандийская национальная армия (УНА), укрепились в районе Западного Нила и объявили войну сторонникам ФНОУ. Поль Кагаме и ссыльные руандийцы, впоследствии сформировавшие Руандийский патриотический фронт, участвовал в этой войне на стороне НАС Мусевени.
Гражданская война началась с нападения бойцов НАС на армейский лагерь в центральной Мубенде 6 февраля 1981 года Мусевени, имевший опыт партизанской войны против Иди Амина, развернул военную кампанию в сельских районах, враждебных правительству Оботе, особенно в центральной и западной Буганде и в регионах Анколе и Буньоро в западной Уганде.
Большинство боёв велись силами небольших мобильных отрядов: под кодовыми наименованиями — «А» (командующий — Стивен Кашака), «B» (ком. Иорама Мугуме) и «С» (ком. Пекос Кутиса). Командиром этих сил был Фред Рвигьема, его помощником — Салим Салех, брат Мусевени. Ещё три мобильных отряда размещались в областях Капика, Кабалега и Ссинго.
В связи с ухудшением военной и экономической ситуации Оботе бросил на борьбу с повстанцами все имевшиеся силы. Для противодействия НАС он пригласил северокорейских военных советников. Но армия устала от войны, а после гибели начальника штаба армии генерала Дэвида Ойите-Ойока в результате крушения вертолёта в конце 1983 года, армия начала распадаться по этническому признаку. Солдаты ачоли жаловались, что их отправляют в самые горячие точки, при этом слишком мало платят. В ответ Оботе попытался переформировать офицерский корпус, назначив на высшие посты представителей народа ланги. Тогда 27 июля 1985 года бригада ФНОУ под командованием Базилио Олара-Окелло, состоявшая в основном из ачоли, устроили переворот против Оботе и захватили власть. Оботе бежал в изгнание.
До гибели Ойите-Ойока НАС стоял на грани поражения, а Мусевени поселился в изгнании в Швеции. Но после конфликтов в ФНОУ и переворота против Оботе партизанская война вновь набрала обороты. В декабре 1985 года новое правительство Тито Окелло подписало мирный договор с повстанцами в Найроби. Однако соглашение о прекращении огня было нарушено почти сразу, а в январе 1986 года Салим Салех повёл отряды НАС на Кампалу, что в итоге привело к гибели режима Тито Окелло. Мусевени стал президентом, а НАС — национальной армией, переименованной в Народные силы обороны Уганды (НСОУ).